# Chittur-Thathamangalam
Chittur-Thathamangalam es una ciudad y  municipio situada en el distrito de Palakkad en el estado de Kerala (India). Su población es de 32298 habitantes (2011). Se encuentra a orillas del río Kannadipuzha, a 15 km de Palakkad y a 66 km de Thrissur.

## Demografía
Según el censo de 2011 la población de Chittur-Thathamangalam era de 32298 habitantes, de los cuales 15665 eran hombres y 16663 eran mujeres. Chittur-Thathamangalam tiene una tasa media de alfabetización del 89,73%, inferior a la media estatal del 94%. la alfabetización masculina es del 93,73%, y la alfabetización femenina del 85,90%.